# Gare d'Hautmont
La gare d'Hautmont est une gare ferroviaire française de la ligne de Creil à Jeumont, située sur le territoire de la commune d'Hautmont, dans le département du Nord, en région Hauts-de-France.
Elle est mise en service en 1855, par la Compagnie des chemins de fer du Nord.
C'est une gare de la Société nationale des chemins de fer français (SNCF), desservie par des trains TER Hauts-de-France.

## Situation ferroviaire
Établie à 133 mètres d'altitude, la gare d'Hautmont est située au point kilométrique (PK) 223,881 de la ligne de Creil à Jeumont entre les gares d'Aulnoye-Aymeries et de Sous-le-Bois. C'est une gare de bifurcation, origine de la ligne d'Hautmont à Feignies (frontière) et aboutissement de la ligne de Valenciennes-Faubourg-de-Paris à Hautmont (partiellement déclassée).

## Histoire
La station d'Hautmont est mise en service le 11 août 1855 par la Compagnie des chemins de fer du Nord, lorsqu'elle ouvre la section de Hautmont à Erquelinnes. Elle devient rapidement une station de pleine ligne avec l'ouverture de la section de Saint-Quentin à Hautmont le 21 octobre 1855.
Le tableau du classement par produit des gares du département du Nord pour l'année 1862, réalisé par Eugène de Fourcy ingénieur en chef du contrôle, place la station d'Hautmont au 12e rang, et au 23e pour l'ensemble du réseau du Nord, avec un total de 563 043,16 fr. Dans le détail cela représente : 21 500,04 fr pour un total de 22 502 voyageurs transportés, la recette marchandises étant de 2 065,61 fr (grande vitesse) et 539 477,51 fr (petite vitesse).
En 1865 elle utilise toujours son bâtiment voyageurs provisoire.

## Service des voyageurs

### Accueil
Gare SNCF, elle dispose d'un bâtiment voyageurs, avec guichet, ouvert du lundi au samedi et fermé les dimanches et jours fériés. Elle est équipée d'automates pour l'achat de titres de transport. C'est une gare « Accès Plus » disposant d'aménagements, d'équipements et services pour les personnes à la mobilité réduite.
Un souterrain permet la traversée des voies et le passage d'un quai à l'autre.

### Desserte
Hautmont est desservie par des trains TER Hauts-de-France qui effectuent des missions entre les gares : Valenciennes à Jeumont.

### Intermodalité
Un parc pour les vélos et un parking pour les véhicules y sont aménagés. La gare est desservie par les lignes 24 et Citadine d'Hautmont du réseau Stibus.